# Distrikt Veintisiete de Noviembre
Der Distrikt Veintisiete de Noviembre (Veintisiete de Noviembre span. für „27. November“) liegt in der Provinz Huaral in der Region Lima in Peru. Der Distrikt wurde am 18. Januar 1957 gegründet. Er besitzt eine Fläche von 207 km². Beim Zensus 2017 wurden 440 Einwohner gezählt. Im Jahr 1993 lag die Einwohnerzahl bei 791, im Jahr 2007 bei 544. Verwaltungssitz ist die 2611 m hoch gelegene Ortschaft Carac mit 331 Einwohnern (Stand 2017). Carac liegt etwa 57 km ostnordöstlich der Provinzhauptstadt Huaral.

## Geographische Lage
Der Distrikt Veintisiete de Noviembre liegt in der peruanischen Westkordillere im Nordosten der Provinz Huaral. Der Río Carac entwässert das Areal nach Süden zum Río Chancay. Dieser fließt im äußersten Süden entlang der Distriktgrenze nach Westen.
Der Distrikt Veintisiete de Noviembre grenzt im Westen an die Distrikte Lampián, Ihuarí und Distrikt Leoncio Prado (Provinz Huaura), im Norden an den Distrikt Santa Leonor (ebenfalls in der Provinz Huaura), im Osten an den Distrikt Pacaraos sowie im Süden an den Distrikt San Miguel de Acos.

## Ortschaften
Neben dem Hauptort gibt es als einzige größere Ortschaft Coto.